# Megaselia levifrons
Megaselia levifrons är en tvåvingeart som beskrevs av Borgmeier 1962. Megaselia levifrons ingår i släktet Megaselia och familjen puckelflugor. Inga underarter finns listade i Catalogue of Life.